# Diguetia mojavea
Diguetia mojavea är en spindelart som beskrevs av Willis J. Gertsch 1958. Diguetia mojavea ingår i släktet Diguetia och familjen Diguetidae. Inga underarter finns listade i Catalogue of Life.